# Simón Yévenes
Simón Eduardo Yévenes Yévenes (Santiago, 17 de junio de 1943 - ibídem, 2 de abril de 1986) fue un comerciante y dirigente gremial y vecinal chileno, ligado a la Unión Demócrata Independiente (UDI). Fue asesinado por un militante del Frente Patriótico Manuel Rodríguez (FPMR).

## Biografía

### Primeros años
Hijo de Eduardo Heriberto Yévenes Reyes y Sara Amelia Yévenes Arellano, vivió durante su infancia y juventud en San Miguel, en Santiago, donde asistió al Liceo de Hombres N°6, y luego cursó Técnica en Electrónica en el Politécnico de San Bernardo.
Trabajó como transportista y comerciante en ferias libres de Santiago, y era dueño de dos almacenes en La Castrina. Provenía de una familia adherente al Partido Nacional desde el gobierno de Salvador Allende.

### Acercamiento a la UDI y manifestaciones
A mediados de la década de 1980, el naciente Movimiento Unión Demócrata Independiente comenzó a insertarse en las poblaciones del sur de Santiago, a fin de conseguir adherentes que pudieran contrarrestar la influencia de los partidos opositores (especialmente del Partido Comunista). Para ello, el primer encargado del Departamento Poblacional de la UDI, Luis Cordero, se hizo cargo de reclutar a numerosas personas en la población, entre ellos a Yévenes, quién fue integrado al Comité de dicha organización en La Pintana. Para aquel entonces, Yévenes era dueño de dos almacenes en el barrio La Castrina, presidente del club deportivo local, y trabajaba en una feria vendiendo mariscos y dirigiendo al resto de los feriantes.
Durante ese período, hubo numerosas protestas dentro de estas poblaciones, en donde ocurrían numerosos enfrentamientos violentos entre los pobladores afiliados a la UDI y opositores a la dictadura militar. En una entrevista realizada en abril de 1986 en el diario El Mercurio, la viuda de Yévenes, Juana Flores, declaró que él era una persona muy odiada por los manifestantes contrarios al régimen, quienes derribaban las cortinas de sus almacenes y lo insultaban:

«Su esposa, Juana Flores, recuerda que cuando empezaron las protestas se reían con los “caceroleos”, pero con el tiempo se fueron haciendo más peligrosas al punto que “se tiraron a las cortinas del negocio y comenzaron a patearlas y a insultar, en el sentido de que por qué no sales, ¡míren todo lo que tienen aquí, los ricos!, que el gobierno les da, que les estábamos quitando el pan a ellos y ese tipo de cosas”.»
El Mercurio, 26 de abril de 1986

En su barrio era llamado peyorativamente «El Sapo» («el delator») por los opositores a la dictadura, quien le acusaban de delatar a sus vecinos a la policía o a la CNI, que conducía a la detención de civiles y el allanamiento de sus hogares. Durante las protestas en las poblaciones, periodistas y pobladores afirmaban que Yévenes solía portar una escopeta, la cual disparaba en contra de los manifestantes opositores, así como también a periodistas y fotógrafos que cubrían las protestas:

«El 15 de octubre del año pasado Jaime Cavada (...) fue en su camioneta Chevrolet junto a un grupo de periodistas chilenos, corresponsales extranjeros y reporteros gráficos a reportear una protesta al sector de Lo Valledor. Allí les tocó ver y soportar la reacción del comerciante y dirigente de la UDI, Simón Yévenes, quién enfrentó a los periodistas y a pobladores y les disparó con un arma, cuenta el periodista Tito Palacios y el mismo Jaime Cavada. En esa ocasión resultaron heridos con perdigones María Olga Allamand, el reportero gráfico Jorge Villalobos y el estudiante de periodismo Hugo Soiza. Cuando sus colegas llevaban a los heridos a la posta (...) fueron detenidos por carabineros (...). Tras ser liberados presentaron una querella contra Yévenes, quién después de dos días de detención obtuvo la libertad bajo fianza.»
Revista Análisis, 8-14 de abril de 1986, p. 6.

### Asesinato
El 2 de abril de 1986 fue baleado por un individuo en su residencia en la Villa Brasil de Santiago, causándole un traumatismo craneoencefálico y cervical que le provocó la muerte de manera inmediata. El autor del asesinato era un miembro del FPMR, quien estaba acompañado de otra persona del grupo que lo esperaba afuera de la vivienda.
Dos días más tarde fueron realizados sus funerales, luego de una misa oficiada por el sacerdote Raúl Hasbún, y donde estuvieron presentes los máximos personeros del gremialismo, entre ellos Jaime Guzmán.

«Con ello el Partido Comunista ha pretendido atemorizar a quienes hemos resuelto combatirlo sin tregua y disputarle palmo a palmo las poblaciones, que el totalitarismo marxista quisiera doblegar por medio de la violencia y el matonaje... Quede sellada en esta tarde de tristeza y emoción inigualadas, el compromiso solemne de la UDI de ser fiel a esta semilla y a esos frutos, para perpetuo homenaje de Simón y para vigorosa esperanza de Chile.»
Jaime Guzmán, en el funeral de Simón Yévenes, 4 de abril de 1986.

## Legado

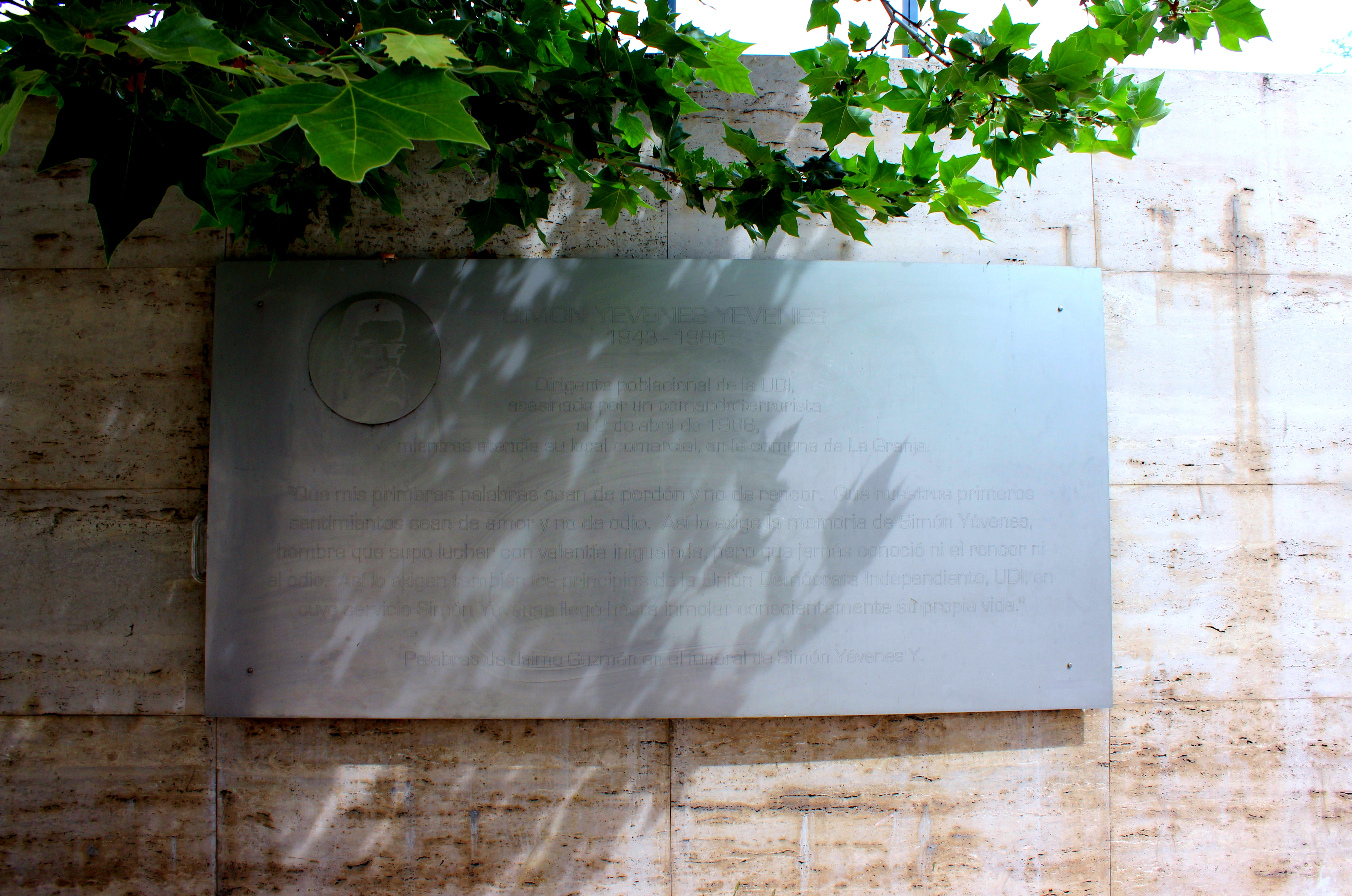
Placa en el memorial a Jaime Guzmán.

Yévenes fue incluido en el informe emanado de la Comisión Nacional de Verdad y Reconciliación en 1990, y su nombre fue agregado en 2004 en el Memorial del Detenido Desaparecido y del Ejecutado Político del Cementerio General de Santiago, lo cual generó el rechazo de miembros del Movimiento Patriótico Manuel Rodríguez, quienes borraron el nombre de Yévenes de dicho memorial.
En 2008 fue creada la Fundación Simón Yévenes, con sede en Santiago. En el Memorial a Jaime Guzmán hay una placa con la inscripción "Simón Yévenes Yévenes (1943-1986) / Dirigente poblacional de la UDI,/ asesinado por un comando terrorista/ el 2 de abril de 1986,/ mientras atendía su local comercial, en la comuna de La Granja. /" seguida de una cita del discurso que el senador que 5 cinco años más tarde perecería también en un atentado pronunció en entierro: «"Que mis primeras palabras sean de perdón y no de rencor. Que nuestros primeros / pensamientos sean de amor y no de odio. Así lo exige la memoria de Simón Yévenes/ hombre que supo luchar con valentía inigualada, pero que jamás conoció el rencor ni / el odio. Así lo exigen también los principios de la Unión Demócráta Independiente, UDI, en / cuyo servicio Simón Yévenes llegó hasta inmolar conscientemente su propia vida." / Palabras de Jaime Guzmán en el funeral de Simón Yévenes Y.»